# Paolo Conte Live
Paolo Conte Live è il secondo album dal vivo di Paolo Conte, con materiale tratto in gran parte da un concerto tenuto dall'artista allo Spectrum di Montréal, in Canada, il 30 aprile 1988. L'unica eccezione è costituita dal brano Messico e nuvole, qui presente in una registrazione effettuata a Bologna nel 1984, presso l'Osteria delle Dame di Bologna.
Il CD contiene tre canzoni ancora inedite nell'interpretazione di Conte: la citata Messico e nuvole (incisa nel 1970 da Enzo Jannacci, originariamente con la dicitura "Mexico"), Vamp (scritta per Gabriella Ferri e da lei registrata nel 1981), e Don't break my heart, incisa nel 1985 da Mia Martini, con il titolo Spaccami il cuore e il testo in italiano, mentre per questa nuova versione Conte ha adattato un testo diverso e in lingua inglese. Il brano sarà poi ripreso da Miriam Makeba e Dizzy Gillespie nell'album Eyes on Tomorrow.
Tutte le musiche e i testi sono di Paolo Conte, salvo Messico e nuvole, scritta con Vito Pallavicini e Michele Virano.

## Tracce
1. Dancing
2. Come mi vuoi?
3. Sud America
4. Blue tangos
5. Gli impermeabili
6. Aguaplano
7. La negra
8. Jimmy, ballando
9. Messico e nuvole
10. Blu notte
11. Vamp
12. Max
13. Don't break my heart (Spaccami il cuore)